# Isturgia conspicuata
Isturgia conspicuata är en fjärilsart som beskrevs av Ignaz Schiffermüller 1775. Isturgia conspicuata ingår i släktet Isturgia och familjen mätare. Inga underarter finns listade i Catalogue of Life.